# Clapp-Schaltung

Fig.1: Clapp-Oszillator mit Röhre

Der Clapp-Oszillator wurde von James K. Clapp entwickelt und 1948 publiziert. Nach einem Artikel von Vackář wurde das Prinzip von anderen Ingenieuren unabhängig entwickelt; eine Variante von Gouriet sei seit 1938 bei der BBC im Betrieb gewesen. Er kann als Verbesserung der Colpitts-Schaltung angesehen werden.
Als Verstärker wurde eine Elektronenröhre verwendet (Fig.1). Der frequenzbestimmende Schwingkreis besteht aus der Spule und den drei in Serie geschalteten Kondensatoren. Dabei ist der frequenzbestimmende Kondensator C1 nicht in die Mitkopplung einbezogen. Die beiden anderen Kondensatoren C2 und C3 bilden wie bei der Colpitts-Schaltung einen Spannungsteiler, an dem ein Teil der Schwingkreisspannung auf die Kathode zurückgeführt und damit verstärkt wird.
Die Schaltung ist für hohe Frequenzen geeignet, bei denen hohe Frequenzstabilität notwendig ist und eine Spulenanzapfung wie beim Hartley-Oszillator nicht zweckmäßig ist.
Für einen Abstimmoszillator im Superhet-Empfänger ist der Clapp-Oszillator für höhere Frequenzen besser geeignet als der Colpitts-Oszillator. Der Abstimmkondensator C1 liegt mit einem Anschluss auf Masse. Weiterhin ändert sich die Gesamtverstärkung zwischen niedriger Oszillatorfrequenz und hoher Oszillatorfrequenz nicht so stark wie beim Colpitts-Oszillator. Die Hartley-Schaltung ist ebenfalls als Abstimmoszillator geeignet, wenn eine Spulenanzapfung vertretbar ist.
Die Daten von Spule und Kondensator des Schwingkreises definieren im Wesentlichen die erzeugte Frequenz mittels der Thomsonschen Resonanzformel. Die Zusatzkapazitäten der restlichen Bauelemente verringern diese berechnete Frequenz.

## Transistorschaltung

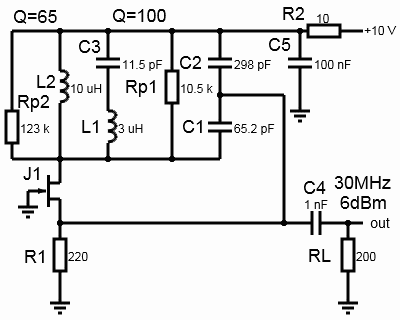
Fig. 2: Clapp-Oszillator mit JFET in Gate-Schaltung

Die frequenzbestimmenden Bauelemente in der Clapp-Oszillatorschaltung in Fig. 2 nach sind die beiden Kondensatoren C1, C2 und die Induktivität L1, welche von der Colpitts-Schaltung bekannt sind. Zusätzliche frequenzbestimmende Bauelemente sind der variable Kondensator C3 zur Frequenzeinstellung und die HF-Drossel L2. Der Verstärker J1 arbeitet in Gate-Schaltung und dreht die Phase zwischen Eingang und Ausgang nicht, also um 0°. Die Hochfrequenzspannung am Verstärker-Ausgang (JFET Drain-Anschluss) wird durch den kapazitiven Spannungsteiler C1, C2 geteilt und am Verstärker-Eingang (JFET Source-Anschluss) eingespeist. Die Verstärkung von J1 wird durch R1 eingestellt. Aufgrund der Bauteile-Toleranzen von J1 ist es oft nötig R1 einstellbar auszuführen um beide Ziele, sicheres Anschwingen und geringe Oberwellen, zu erreichen. Mit C4 wird das Ausgangssignal des Oszillators ausgekoppelt. Das RC-Glied R2, C5 siebt die Betriebsspannung. Die Betriebsspannung wird dem JFET Drain-Anschluss über die HF-Drossel L2 zugeführt.
Der Lastwiderstand RL gehört nicht zum Oszillator, sondern ist ein Ersatzelement für den Eingangswiderstand der folgenden Stufe. Der Parallelwiderstand RP1 reduziert den Gütefaktor des Schwingkreises auf Q=100. Mit RP2 wird die Güte der HF-Drossel auf Q=65 gesetzt. Die Werte von Lastwiderstand und Gütefaktor sind wichtig für die Dimensionierung oder die Schaltungssimulation.

## Ersatzschaltung
Die Berechnung der Ersatzschaltung des Clapp-Oszillators erfolgt in zwei Schritten. Zuerst werden die Blindwiderstände berechnet, dann die Wirkwiderstände. Die Blindwiderstände von {\displaystyle C_{1}} bis {\displaystyle C_{3}}, {\displaystyle L_{1}} und {\displaystyle L_{2}} bestimmen die erzeugte Frequenz. Nach der Berechnung der Wirkwiderstände, zu denen auch {\displaystyle R_{P_{1}}}, {\displaystyle R_{P_{2}}} und {\displaystyle R_{i}} gehören, kann das
Spannungsübersetzungs-Verhältnis {\displaystyle N} von {\displaystyle C_{1}} und {\displaystyle C_{2}} berechnet werden.

### Berechnung Blindwiderstände
Die Schaltung oszilliert auf der Frequenz für welche die Summe der Blindwiderstände Null wird. In der Thomsonsche Schwingungsgleichung mit zwei frequenzbestimmenden Bauteilen ist der Ansatz {\displaystyle 0=X_{L}+X_{C}}. Dabei sind induktive Blindwiderstände positiv {\displaystyle \left(X_{L}>0\right)} und kapazitive Blindwiderstände negativ {\displaystyle \left(X_{C}<0\right)}. Liegen Blindwiderstände in Reihe, wie {\displaystyle C_{3}} und {\displaystyle L_{1}}, werden die Blindwiderstände addiert. Der Gesamtblindwiderstand {\displaystyle X_{G}} von Blindwiderständen in Parallelschaltung wird berechnet mit:
{\displaystyle {\frac {1}{X_{G}}}={\frac {1}{X_{1}}}+{\frac {1}{X_{2}}}+{\frac {1}{X_{3}}}}
Die Parallel- und Reihenschaltung der Blindwiderstände im Clapp-Oszillator ergeben den Ansatz:
{\displaystyle 0={\frac {1}{X_{L_{2}}}}+{\frac {1}{X_{C_{3}}+X_{L_{1}}}}+{\frac {1}{X_{C_{1}}+X_{C_{2}}}}}
Üblicherweise wird für eine gegebene Frequenz {\displaystyle f} und gegebene „Colpitts-Induktivität“ {\displaystyle L_{0}} die Werte von {\displaystyle C_{1}} bis {\displaystyle C_{3}} gesucht. Der Clapp-Oszillator verwendet größere Induktivitäten als der Colpitts-Oszillator. Es ist {\displaystyle L_{1}=PL_{0}} und {\displaystyle L_{2}=AL_{0}}. Dabei ist {\displaystyle P>1}, {\displaystyle A>P} und {\displaystyle A\gg 1}. Die Werte {\displaystyle X_{C_{1}}} und {\displaystyle X_{C_{2}}} können noch nicht berechnet werden. Mit {\displaystyle X_{C_{0}}=X_{C_{1}}+X_{C_{2}}} ist der neue Ansatz:
{\displaystyle 0={\frac {1}{AX_{L_{0}}}}+{\frac {1}{X_{C_{3}}+PX_{L_{0}}}}+{\frac {1}{X_{C_{0}}}}}
Die Umstellung nach {\displaystyle X_{C_{3}}} liefert
{\displaystyle X_{C_{3}}={\dfrac {1}{-{\dfrac {1}{AX_{L_{0}}}}-{\dfrac {1}{X_{C_{0}}}}}}-PX_{L_{0}}}
Mit den Definitionen der Kreisfrequenz {\displaystyle \omega =2\pi f}, des induktiven Blindwiderstand {\displaystyle X_{L}=\omega L} und des kapazitiven Blindwiderstand {\displaystyle X_{C}=-{\frac {1}{\omega C}}} wird
{\displaystyle C_{3}=-{\dfrac {1}{\omega \left({\dfrac {1}{\omega C_{0}-{\dfrac {1}{A\omega L_{0}}}}}-P\omega L_{0}\right)}}}
Die Umstellung der Schwingkreisformel {\displaystyle C_{0}={\frac {1}{\omega ^{2}L_{0}}}} erlaubt die Berechnung von {\displaystyle C_{0}} und {\displaystyle C_{3}} aus gegebenen Werten für {\displaystyle P}, {\displaystyle A}, {\displaystyle f} und {\displaystyle L_{0}}.

### Rechenbeispiel
Gegeben sind {\displaystyle P=6}, {\displaystyle A=20}, {\displaystyle f=30\,\mathrm {MHz} } und {\displaystyle L_{0}=500\,\mathrm {nH} }. Es folgt {\displaystyle L_{1}=3\,\mathrm {\mu H} }, {\displaystyle L_{2}=10\,\mathrm {\mu H} }, {\displaystyle C_{0}=53{,}5\,\mathrm {pF} } und {\displaystyle C_{3}=11{,}5\,\mathrm {pF} }. Wenn {\displaystyle f=15\,\mathrm {MHz} } gesetzt wird und die Werte für {\displaystyle P}, {\displaystyle A}, {\displaystyle C_{0}} und {\displaystyle L_{0}} gleich bleiben, dann wird {\displaystyle C_{3}=338\,\mathrm {pF} }.

### Berechnung Wirkwiderstände
Die Berechnung der Wirkwiderstände erfolgt entsprechend der Colpitts-Schaltung. Zuerst werden alle Wirkwiderstände am Verstärker-Eingang (Source) in ein Ersatzelement {\displaystyle R_{E}} und alle Wirkwiderstände am Verstärker-Ausgang (Drain) in {\displaystyle R_{A}} zusammengefasst. Mit dem Spannungs-Übersetzungs-Verhältnis {\displaystyle N} und der Verstärker-Steilheit {\displaystyle g_{m}} muss für die Amplitudenbedingung die Gleichung {\displaystyle N\,g_{m}={\frac {1}{R_{E}}}+{\frac {N^{2}}{R_{A}}}} erfüllt werden. Die Lösung dieser quadratischen Gleichung ist
{\displaystyle N_{1,2}={\frac {g_{m}\,R_{A}}{2}}\pm {\sqrt {\left({\frac {g_{m}\,R_{A}}{2}}\right)^{2}-{\frac {R_{A}}{R_{E}}}}}}
Am Verstärker-Eingang liegt die Parallelschaltung der Widerstände {\displaystyle R_{1}}, {\displaystyle R_{L}} und {\displaystyle R_{i}}, der Eingangswiderstand des Verstärkers. Für einen JFET ist {\displaystyle R_{i}={\frac {1}{g_{m}}}}. Damit wird
{\displaystyle {\frac {1}{R_{E}}}={\frac {1}{R_{1}}}+{\frac {1}{R_{L}}}+g_{m}}
Am Verstärker-Ausgang liegt die Parallelschaltung der Widerstände {\displaystyle R_{P_{1}}}, {\displaystyle R_{P_{2}}} und {\displaystyle R_{o}}, der Ausgangswiderstand des Verstärkers. Der Gütefaktor ist {\displaystyle Q_{1}} für die Reihenschaltung von {\displaystyle C_{3}} und {\displaystyle L_{1}} und damit ist das Wirkwiderstand-Ersatzelement
{\displaystyle R_{P_{1}}=Q_{1}\left(\omega L_{1}-{\frac {1}{\omega C_{3}}}\right)}
Die HF-Drossel {\displaystyle L_{2}} hat den Gütefaktor {\displaystyle Q_{2}}. Das Wirkwiderstand-Ersatzelement ist
{\displaystyle R_{P_{2}}=Q_{2}\omega L_{2}}
Der Ausgangswiderstand des Verstärkers {\displaystyle R_{o}} ist sehr hoch und wird ignoriert. Es wird
{\displaystyle {\frac {1}{R_{A}}}={\frac {1}{R_{P_{1}}}}+{\frac {1}{R_{P_{2}}}}}

### Rechenbeispiel
Gegeben sind {\displaystyle f=30\,\mathrm {MHz} }, {\displaystyle L_{1}=3\,\mathrm {\mu H} }, {\displaystyle L_{2}=10\,\mathrm {\mu H} }, {\displaystyle C_{0}=53{,}5\,\mathrm {pF} }, {\displaystyle R_{1}=220\,\Omega }, {\displaystyle R_{L}=200\,\Omega }, {\displaystyle g_{m}=3{\frac {\mathrm {mA} }{V}}}, {\displaystyle Q_{1}=100} und {\displaystyle Q_{2}=65}. Es folgt {\displaystyle R_{E}=79{,}7\,\Omega } und {\displaystyle R_{A}=17{,}8\,\mathrm {k\Omega } }. Weiter folgt {\displaystyle N_{1}=4{,}57} und {\displaystyle N_{2}=48{,}9}. Benutzt wird der kleinere Wert {\displaystyle N_{1}}. Nun kann {\displaystyle C_{0}} in {\displaystyle C_{1}} und {\displaystyle C_{2}} aufgeteilt werden.
{\displaystyle C_{1}=C_{0}\,\left({\frac {N+1}{N}}\right)}
{\displaystyle C_{2}=N\,C_{1}}
Es sind {\displaystyle C_{1}=65{,}2\,\mathrm {pF} } und {\displaystyle C_{2}=298\,\mathrm {pF} }. Damit ist die Berechnung des Clapp-Oszillators abgeschlossen.